# Bythocypris wangi
Bythocypris wangi (лат.) — вид вымерших ракообразных из семейства Bythocyprididae класса ракушковых, живших во времена нижнедевонской эпохи.

## История изучения
Ископаемые остатки были обнаружены в нижнедевонских отложениях формации Фукудзи (Япония). Генго Танака, Дэвид, Дж. Сиветер и Марк Уильямс описали вид в статье «Devonian shallow marine ostracods from central Japan», опубликованной 20 ноября 2018 года. Вместе с Bythocypris wangi был описан Clavofabellina fukujiensis.

## Систематика
Демонстрирует биогеографические связи с южно-китайскими представителями мелководной морской фауны девонского периода.